# 電子コミック大賞
電子コミック大賞（でんしコミックたいしょう）は、コミックシーモアによって主催される漫画賞である。「次に来るヒット作品はこれだ！」と思う作品に投票して、みんなで大賞漫画を選ぶことをコンセプトにしている。2018年に第1回電子コミック大賞が発表された。出版社が推薦するエントリー作品から会員の投票により選ばれる。

## 第1回（2018年）
エントリ数：25作品
電子コミック大賞
『かわいいひと』
男性部門賞
『コタローは1人暮らし』
『ラララ』
女性部門賞
『永久指名おねがいします！』
『私は天才を飼っている。』

## 第2回（2019年）
エントリ数：54作品
電子コミック大賞
『LV999の村人』
女性部門賞
『この男は人生最大の過ちです』
『蒼竜の側用人』
男性部門賞
『鬼を飼う』
『ゆうべはお楽しみでしたね』
BL部門賞
『好きでごめん。』
『僕のおまわりさん』
TL部門賞
『すべて愛のしわざ』
『ちっぱい彼女と美人彼氏』

## 第3回（2020年）
エントリ数：100作品
電子コミック大賞
『酒と恋には酔って然るべき』
女性部門
『いとなみ いとなめず』
『抱きしめて ついでにキスも』
男性部門
『Artiste（アルティスト）』
『その着せ替え人形は恋をする』
BL部門
『愛しのXLサイズ』
『嫌いでいさせて』
TL部門
『シーツの波間でみる夢みたいな』
『年上の旦那様』
ライトノベル部門
『悪役令嬢になりたくないので、王子様と一緒に完璧令嬢を目指します！』
『こぎつね、わらわら 稲荷神のまかない飯』

## 第4回（2021年）
電子コミック大賞
『十億のアレ。〜吉原いちの花魁〜』
男性部門
『私の少年』
『追い出された万能職に新しい人生が始まりました』
女性部門
『初めましてこんにちは、離婚してください』
『の、ような。』
異世界部門
『異世界に救世主として喚ばれましたが、アラサーには無理なので、ひっそりブックカフェ始めました。』
『自称悪役令嬢な婚約者の観察記録。』
ラノベ部門
『絶対結婚するマンvs絶対結婚しないウーマン』
『ご縁食堂ごはんのお友 仕事帰りは異世界へ』
TL部門
『人嫌い公爵は若き新妻に恋をする』
『僕しか知らない君のナカ。』
BL部門
『コスメティック・プレイラバー』
『オンラインゲーム仲間とサシオフしたら職場の鬼上司が来た』

## 第5回（2022年）
エントリ数：110作品
電子コミック大賞
『只野工業高校の日常』
男性部門
『恋する(おとめ)の作り方』
『塩対応の佐藤さんが俺にだけ甘い』
女性部門
『屋根裏部屋の公爵夫人』
『全力で、愛していいかな?』
異世界部門
『しあわせ食堂の異世界ご飯』
『悲劇の元凶となる最強外道ラスボス女王は民の為に尽くします。』
ラノベ部門
『身ごもり契約花嫁〜ご執心社長に買われて愛を孕みました〜』
『地味姫と黒猫の、円満な婚約破棄』
TL部門
『キスでふさいで、バレないで。』
『黒弁護士の痴情 世界でいちばん重い純愛』
BL部門
『幼馴染じゃ我慢できない』
『自惚れミイラとり』

## 第6回（2023年）
エントリ数：110作品
電子コミック大賞
『鬼の花嫁』
男性部門
『いびってこない義母と義姉』
『大蛇に嫁いだ娘』
女性部門
『合コンに行ったら女がいなかった話』
『陛下、心の声がだだ漏れです!』
異世界部門
『追放された悪役令嬢ですが、モフモフ付き!?スローライフはじめました』
『ヤンデレ魔法使いは石像の乙女しか愛せない 魔女は愛弟子の熱い口づけでとける』
ラノベ部門
『深夜営業くじら亭 午前0時のナポリタン』
『ふつつかな悪女ではございますが 〜雛宮蝶鼠とりかえ伝〜』
TL部門
『幼なじみバーテンダーと始める快感レッスン』
『悪役モブ令嬢に転生したら攻略対象外の最強王子から寵愛されています』
BL部門
『体感予報』
『タカラのびいどろ』

## 第7回（2024年）
エントリ数：110作品
電子コミック大賞
『ホタルの嫁入り』
男性部門
『正反対な君と僕』
『変な家』
女性部門
『結界師の一輪華』
『恋ヶ窪くんにはじめてを奪われました』
異世界部門
『悪役令嬢と鬼畜騎士』
『転移先は薬師が少ない世界でした』
ラノベ部門
『政略結婚のはずが､溺愛旦那様がご執心すぎて離婚を許してくれません』
『もふもふとむくむくと異世界漂流生活』
TL部門
『橘くん 抱いてください！ ハジメテの相手は同僚王子!?』
『奈々子と薫 堕落していく､僕たちは。』
BL部門
『誰か夢だと言ってくれ』
『40までにしたい10のこと』

## 第8回（2025年）
エントリ数：100作品
電子コミック大賞
『拝啓見知らぬ旦那様、離婚していただきます』
男性部門
『ハネチンとブッキーのお子さま診療録』
『変な絵（コミック）』
女性部門
『いつか死ぬなら絵を売ってから』
『運命の人に出会う話』
異世界部門
『華麗に離縁してみせますわ！』
『傷モノの花嫁』
ラノベ部門
『運命の恋人は期限付き 夜空のひとつ星の巻』
『永年雇用は可能でしょうか 〜無愛想無口な魔法使いと始める再就職ライフ〜』
TL部門
『好感度ゼロからはじまる宰相閣下との結婚生活』
『好きなヤツほどいじめたい。 XLなライバル同期の不器用な溺愛』
BL部門
『后宮のオメガ』
『転生アイドルとドルオタの騎士』